# 1-й Західний провулок (Житомир)
1-й Західний провулок — провулок в Богунському районі міста Житомира.

## Характеристики
Розташований в районі Мальованки, на теренах Закам'янки.
Бере початок з вулиці Скульптора Олішкевича, прямує на північний захід паралельно Західній вулиці. Завершується глухим кутом за 280 м від свого початку.

## Історія
Виник на початку XX століття. Траса провулка та забудова провулка переважно сформувалися на початку ХХ століття.
Перша назва — Західний провулок. У 1915 році провулок у передмісті Закам'янка. З 1958 року чинна назва.